# Крецешти (Горж)
Крецешти (рум. Crețești) насеље је у Румунији у округу Горж у општини Таргу Карбунешти. Oпштина се налази на надморској висини од 318 m.

## Становништво
Према подацима из 2002. године у насељу је живело 289 становника, од којих су сви румунске националности.